# Stanisław Leśniowolski
Stanisław Leśniowolski herbu Kolumna vel Roch/Pierzchała (zm. 1565) – kasztelan czerski i warszawski od 1564, hetman polny koronny od 1562, hetman zaciężnych wojsk polskich w kampanii 1562–1565 roku (dowodził 8700 żołnierzy), dowódca posiłkowego korpusu wojsk polskich w czasie wojny litewsko-rosyjskiej 1558–1570, starosta różański i makowski.
Wywodził się z mazowieckiej rodziny Oborskich piszących się "z Obór". Syn Mikołaja, starosty czerskiego i sędziego ziemskiego warszawskiego. Od 1544 był dworzaninem Zygmunta II Augusta. Poseł na sejm krakowski 1553 roku z ziemi czerskiej.
W 1557 roku brał udział w wyprawie pozwolskiej do Inflant za co król wynagrodził go kasztelanią ciechanowską. W 1561 roku wyruszył z 230 konną rotą posiłkową do Inflant dowodzoną przez Floriana Zebrzydowskiego.
19 sierpnia 1562 na czele 1 300 jazdy i 200 piechoty pobił w bitwie pod Newlem wielokrotnie liczniejsze wojska rosyjskie pod wodzą Andrzeja Kurbskiego (ok. 40-45 000 ludzi). Po śmierci Floriana Zebrzydowskiego mianowany hetmanem nadwornym. W listopadzie 1564 ma czele 4 900 jazdy i 3 700 piechoty polskiej podjął próbę odbicia Połocka. W 1565 ubezpieczał rajd Filona Kmity na Siewierszczyznę. Przeprowadził zagon na Psków i Krasny Gródek, pustosząc okoliczne wsie i miasteczka.
Dziedzic wsi w ziemi czerskiej: Zakrzów, Słonawa, Wola Gościcka, Żeliszewo, Łukowiec, Lipiny, Dębowiec, Gościeńczyce, Leśnowola.